# RTL TVI
RTL TVI ist ein französischsprachiger Fernsehsender, der im Kabelnetz von Luxemburg und Belgien sowie in Luxemburg über DVB-T verbreitet wird. Der Fernsehsender nahm am 12. September 1987 den Sendebetrieb auf und ist somit der erste Privatsender Belgiens. Daraufhin wurde 1995 ein zweiter Ableger namens RTL Club ins Leben gerufen. Seit 2004 wird mit RTL Plug ein weiterer Ableger betrieben. Das aktuelle Fernsehprogramm von RTL TVI besteht aus Unterhaltungsformaten wie Qui sera millionnaire? und Fernsehserien wie CSI, Dr. House, Lost und Desperate Housewives.
Die heutigen Eigentümer sind zu 66 Prozent die RTL Group und zu 34 Prozent Audiopresse, ein Zusammenschluss mehrerer Verlagshäuser. Anfang Dezember 2020 wurde bekannt, dass die RTL Group die restlichen Anteile am Mutterkonzern übernehmen wird.
RTL TVI ist in Belgien das zweitmeistgesehene französischsprachige Fernsehprogramm. 2019 kam es auf einen durchschnittlichen Marktanteil von 17,99 % und lag damit hinter La Une vom RTBF mit 18,20 % und vor dem französischen TF1 mit 13,00 %

## Geschichte

Logo bis 27. März 2023

RTL TVI entstand aus der PAL-Version des französischsprachigen Fernsehsenders Télé Luxembourg, dem heutigen RTL 9. Durch die geringe Zuschauerzahl in Luxemburg selbst, wurden zwei Varianten des Privatsenders betrieben, die das Programm in PAL (Kanal 27 UHF) in Richtung Belgien und in SECAM (Kanal 21 UHF) in Richtung Frankreich ausstrahlten. Mitte der 1980er Jahre spalteten sich beide Fernsehprogramme jedoch immer mehr voneinander ab. Das PAL-Programm des mittlerweile in RTL Télévision umbenannten Fernsehsenders richtete sich nun ausdrücklich an seine belgischen Zuschauer, das SECAM-Programm an die Zuschauer in Luxemburg und Frankreich. 1987 wurde mit der Legalisierung des Privatfernsehens in Wallonien das für Belgien bestimmte Programm endgültig eigenständig. Der Fernsehsender benannte sich daraufhin am 12. September 1987 in RTL TVI um, wobei die Abkürzung TVI für Télévision indépendante steht. Der Privatsender hielt allerdings an seinen luxemburgischen Ursprüngen fest und sendet weiterhin mit luxemburgischer Lizenz aus der belgischen Hauptstadt Brüssel.
Das Programm wird außerdem in einem digitalen Multiplex aus Luxemburg über einen High-Power-Sender in Dudelange (Kanal 24) ausgestrahlt und ist somit auch im westlichen Rheinland-Pfalz (Raum Trier, Eifel, Mosel, Hunsrück) und im Saarland gut via DVB-T empfangbar.